# Anthicus hamicornis
Anthicus hamicornis là một loài bọ cánh cứng trong họ Anthicidae. Loài này được De Marseul miêu tả khoa học năm 1880.